# Eins, zwei, Polizei
Eins, zwei, Polizei ist ein Lied des italienischen Dance-Musikprojekts Mo-Do. Der Song ist die erste Singleauskopplung des Studioalbums Was ist das?, erschien 1994 und wurde ein europaweiter Erfolg.

## Inhalt
Eins, zwei, Polizei ist dem Genre Eurodance zuzuordnen. Der von dem Mo-Do-Mitglied Fabio Frittelli gesungene Text ist an einen Kinderreim angelehnt und enthält eine Reihe deutscher Wörter und Zahlen, die sich reimen, aber keinen tieferen Zusammenhang oder Sinn ergeben. Hinzu kommen die Fragesätze „Ja, ja, ja, was ist los?“ und „Was ist das?“. Das Lied wurde von Falcos Der Kommissar und Trios Da da da inspiriert.

„Eins, zwei, Polizei

Drei, vier, Grenadier

Fünf, sechs, alte Keks [oder Hex’ oder Gags]

Sieben, acht, gute Nacht“

## Produktion
Der Song wurde von dem Mo-Do-Mitglied Claudio Zennaro produziert, der neben Mario Pinosa, Sergio Portaluri und Fulvio Zafret auch als Autor fungierte.

## Musikvideo
Bei dem zu Eins, zwei, Polizei gedrehten Musikvideo führte der Italiener Giuseppe Capotondi Regie. Es verzeichnet auf YouTube über 65 Millionen Aufrufe (Stand: Juni 2025). Das Video zeigt Sänger Fabio Frittelli, der anfangs mit zwei blonden Frauen und zwei Hunden durch einen Hotelflur läuft und anschließend mit vielen, teilweise leicht-bekleideten Frauen im Hotelzimmer eine Party feiert, wobei er den Song singt. Vereinzelt sieht man ihn auch am Mikrofon. Auf der Feier werden unter anderem Seifenblasen versprüht und eine Kissenschlacht veranstaltet. Die Sequenzen sind größtenteils schnell geschnitten und mit einer unruhigen Kameraführung aufgenommen.

## Single

### Covergestaltung
Das Singlecover zeigt einen roten, durchgestrichenen Kreis, der an ein Straßenschild angelehnt ist. Auf dem Schild steht der Titel Eins, zwei, Polizei in Schwarz. Im oberen Teil des Covers befindet sich der schwarz-weiße Schriftzug Mo-Do, während am unteren Bildrand die weiße Anmerkung Includes Einstein Dr. D.J. Konzept steht. Der Hintergrund ist dunkelrot gehalten. Das Cover der Remixversion zeigt das gleiche Motiv, jedoch ist der Mo-Do-Schriftzug grün-pink, der Hintergrund weiß und die Anmerkung pink. Zudem befindet sich rechts oben im Bild der pinke Schriftzug Remix.

### Titellisten
Single
1. Eins, zwei, Polizei (Radio Mix) – 3:12
2. Eins, zwei, Polizei (Gendarmerie Mix) – 5:12
3. Eins, zwei, Polizei (Club Mix) – 5:05
4. Eins, zwei, Polizei (Einstein Dr. DJ Konzept) – 4:05
5. Eins, zwei, Polizei (Akkappella) – 0:55

Remix-Maxi
1. Eins, zwei, Polizei (Radio Edit) – 3:25
2. Eins, zwei, Polizei (Extended RMX) – 7:26
3. Eins, zwei, Polizei (Polizei Mix) – 5:25
4. Eins, zwei, Polizei (Original Radio Mix) – 3:12
5. Eins, zwei, Polizei (Gendarmerie Mix) – 5:12
6. Eins, zwei, Polizei (Einstein Dr. D.J. Konzept) – 4:05

### Chartplatzierungen
Eins, zwei, Polizei stieg am 8. August 1994 auf Platz 77 in die deutschen Singlecharts ein und erreichte sieben Wochen später die Chartspitze, an der es sich vier Wochen lang halten konnte. Insgesamt hielt sich der Song 24 Wochen in den Top 100, davon elf Wochen in den Top 10. Ebenfalls Rang eins belegte die Single in Österreich und Italien. Weitere Top-10-Platzierungen gelangen unter anderem in den Niederlanden, der Schweiz, Frankreich und Schweden. In den deutschen Single-Jahrescharts 1994 erreichte das Lied Position 18.
| ChartsChartplatzierungen     | Höchstplatzierung | Wochen |
| ---------------------------- | ----------------- | ------ |
| Deutschland (GfK)            | 1 (24 Wo.)        | 24     |
| Italien (FIMI)               | 1 (22 Wo.)        | 22     |
| Österreich (Ö3)              | 1 (18 Wo.)        | 18     |
| Schweiz (IFPI)               | 5 (24 Wo.)        | 24     |
| Vereinigtes Königreich (OCC) | 81 (1 Wo.)        | 1      |

| ChartsJahrescharts (1994) | Platzierung |
| ------------------------- | ----------- |
| Deutschland (GfK)         | 18          |
| Österreich (Ö3)           | 6           |
| Schweiz (IFPI)            | 13          |

### Verkaufszahlen und Auszeichnungen
Eins, zwei, Polizei erhielt noch im Erscheinungsjahr in Deutschland für mehr als 250.000 Verkäufe eine Goldene Schallplatte. In Österreich wurde es für über 25.000 verkaufte Einheiten ebenfalls 1994 mit Gold ausgezeichnet.

| Land/Region        | Auszeichnungen für Musikverkäufe (Land/Region, Auszeichnung, Verkäufe) | Verkäufe |
| ------------------ | ---------------------------------------------------------------------- | -------- |
| Deutschland (BVMI) | Gold                                                                   | 250.000  |
| Österreich (IFPI)  | Gold                                                                   | 25.000   |
| Insgesamt          | 2× Gold ·                                                              | 275.000  |